# Homalernis
Homalernis is een geslacht van vlinders van de familie bladrollers (Tortricidae), uit de onderfamilie Tortricinae.

## Soorten
- H. arystis Meyrick, 1918
- H. semaphora Meyrick, 1908